# ميدج يور

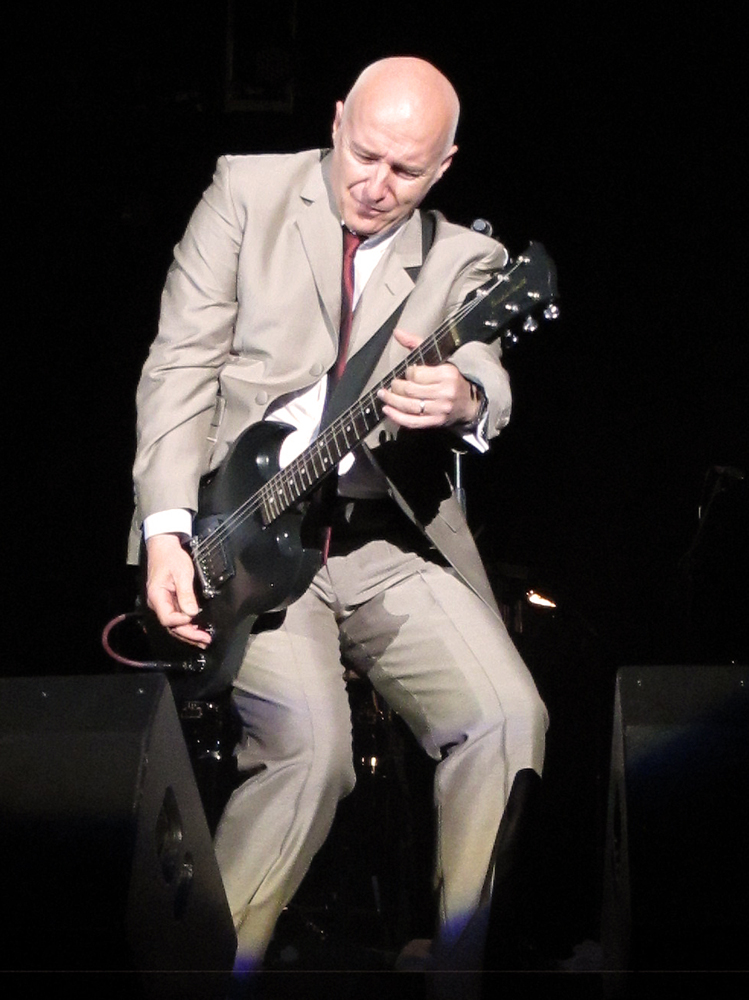
ميدج يور سنة 2011

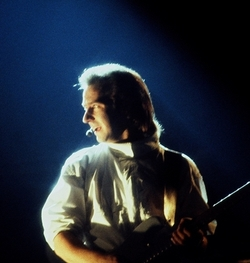
ميدج يور سنة 1984م

ميدج يور (بالإنجليزية: Midge Ure)، من مواليد 10 أكتوبر 1953، وهو مغني وموسيقي محترف أسكتلندي، غنى في عدة مناسبات، ومنها أغنيته الشهيرة الرجل الذي باع العالم "The Man Who Sold The World".

## وصلات خارجية
- ميدج يور على موقع IMDb (الإنجليزية)
- ميدج يور على موقع الموسوعة البريطانية (الإنجليزية)
- ميدج يور على موقع ميوزك برينز (الإنجليزية)
- ميدج يور على موقع إن إن دي بي (الإنجليزية)
- ميدج يور على موقع أول ميوزيك (الإنجليزية)
- ميدج يور على موقع ديسكوغز (الإنجليزية)
- ميدج يور على موقع قاعدة بيانات الفيلم (الإنجليزية)
- الموقع الرسمي
- Midge Ure التسجيلات من ديسكاغز.كوم
- Listings of all Ultravox albums and music sampler
- Final Rich Kids concert, and photos
- Honorary Degree from University of Bath